# Latin American Poker Tour (11.ª temporada)
Em fevereiro de 2024 o PokerStars anunciou o calendário da série LAPT para 2024, sendo a primeira etapa confirmada de 19 a 23 de abril no Panamá.

Uma novidade para 2024 é a realização da tão desejada etapa no México. Na 2a. temporada do LAPT em 2009 o LAPT Puerto Vallarta iniciou com 242 jopadores mas ao nono nível do dia 1A o jogo foi interrompido por autoridades do governo e não permitindo o reinicio nos dias seguintes. Cada um dos 89 jogadores restantes no torneio na hora da interrupção recebeu $500 do PokerStars pelo incomodo imprevisto que foi adicionado a premiação de cada jogador, além disso, cada jogador recebeu $5,000 oriundos da premiação do torneio e o restante da premiação (cerca de $142.000) foi dividido pela quantidade de fichas de cada jogador, outras cidades já confirmadas são Rio de Janeiro e Montevideu, além da etapa em conjunto com o BSOP Millions em São Paulo.

Durante o LAPT Panamá, Marcelo Silva, Diretor da Codere anunciou definitivamente a etapa do LAPT México para os dias 14 a 21 de Agosto de 2024 no Royal Yak Hipódromo de las Américas, Cidade do México.
"É com muita felicidade e grande entusiasmo que podemos anunciar que o icônico Latin American Poker Tour pousará em terras astecas entre os dias 20 e 24 de agosto. A casa será Royal Yak Hipódromo de las Américas. Esperamos por vocês com toda a equipe em mais de 90 mesas, e 30 eventos para oferecer a melhor experiência de poker na Cidade do México."
No dia 25 de setembro de 2024, foi anunciado o cancelamento do LAPT Montevideu através da conta do Instagram do LAPT (@laptoficial) que a Grande Final 2024 será realizada em conjunto com o BSOP Millions 2024 em São Paulo, Brasil entre 17 e 27 de novembro de 2024.  Com isso, a etapa que seria realizada em Montevidéu, no Uruguai, não será mais disputada. 

## 2024 A ÚLTIMA TEMPORADA DO LAPT
Em dezembro de 2024 após rumores da exclusão da página do LAPT no site oficial do PokerStars Live e com o anúncio do recém criado circuito mundial PokerStars Open, foi confirmado o término do circuito de poker LAPT, deixando um impacto positivo que teve no desenvolvimento do poker na América Latina. Foram 11 temporada entre os anos de 2008 e 2016 e retornando em 2023 e 2024.

Entre os jogadores de poker que mais lamentaram o término do LAPT, está o argentino José Nacho Barbero, tri-campeão do circuito e maior jogador latino da história com mais ganhos na lista de ganhos (US$ 21.670.348, ficando em 47º lugar no mundo) do que qualquer outra pessoa na região e até mesmo um bracelete WSOP. Em uma entrevista exclusiva ao site CodigoPoker (em espanhol), Nacho disse que o circuito foi ótimo pelas amizades e entreteniemento que o LAPT oferecia aos seus participantes.
«O LAPT foi o melhor para mim, foi uma bomba. Uma das lembranças mais lindas, principalmente pelos amigos que fiz. Formamos uma turma linda, continuo muito amigo de todas as pessoas que conheci, já se passaram muitos anos, é uma pena que acabou."
José Nacho Barbero

## Ranking LAPT11
* Fonte: WebArchive Ranking Final Latin American Poker Tour 11 - 2024
| Ranking Latin American Poker Tour 11 - 2024 | Ranking Latin American Poker Tour 11 - 2024    | Ranking Latin American Poker Tour 11 - 2024 | Ranking Latin American Poker Tour 11 - 2024 |
| Pos.                                        | Nome                                           | Pontos                                      | Premiação                                   |
| ------------------------------------------- | ---------------------------------------------- | ------------------------------------------- | ------------------------------------------- |
| 1º                                          | Brent Adam Sheirbon                            | 1.678,00                                    | U$50.000,00                                 |
| 2º                                          | Agustin Naranja                                | 1.526,00                                    | U$15.000,00                                 |
| 3º                                          | Oscar Omar Sosa Dorantes                       | 1.460,00                                    | U$10.000,00                                 |
| 4º                                          | Briant Harold Alavez Lopez                     | 1.275,00                                    |                                             |
| 5º                                          | Johnny Sandoval Chacon                         | 1.240,00                                    |                                             |
| 6º                                          | Juan Francisco Barattini                       | 1.046,40                                    |                                             |
| 7º                                          | Rodrigo Antonio Tepale Romero                  | 1.010,00                                    |                                             |
| 8º                                          | Daniel John Neilson                            | 1.000,00                                    |                                             |
| 9º                                          | Brunno Botteon de Albuquerque                  | 1.000,00                                    |                                             |
| 10º                                         | Rui Jorge Bouquet Rosas de Carvalho Figueiredo | 900,00                                      |                                             |

#### Premiação do Rank LAPT11
(em espanhol) JUGADOR DEL AÑO - CLASIFICACIÓN - NORMAS Y CRITERIOS

## Programação

### LAPTPanamá
- Casino: Hotel El Panamá by Faranda Grand, Cidade do Panamá, Panamá
- Buy-in: $1,500
- Data: 19 de abril de 2024 (sexta-feira) a 23 de abril de 2024 (terça-feira)
- Número de buy-ins:  263
- Premiação total: $315,260
- Número de premiados: 39
- Mão vencedora: A♦ 5♣
- Resultado Oficial: The Hendom Mob
- Transmissão Oficial:

 YouTube: Dia 3 do MAIN EVENT do LAPT Panamá - $65.000 para o campeão (6h22m05s)

 YouTube: FINAL TABLE MAIN EVENT LAPT Panamá 🇵🇦 - $65.000 para o campeão (6h22m05s)

| Mesa final | Mesa final                  | Mesa final |
| Pos.       | Nome                        | Prêmio     |
| ---------- | --------------------------- | ---------- |
| 1º         | Johnny Sandoval             | $65,000    |
| 2º         | Brent Adam Sheirbon         | $42,000    |
| 3º         | Jorge Andres Osuna Fajardo  | $30,000    |
| 4º         | Gerardo Alonso Rodriguez    | $25,000    |
| 5º         | Joris Ruijs                 | $19,000    |
| 6º         | Ricardo Julio Traad Porras  | $14,700    |
| 7º         | Christian Alexander Roberts | $10,800    |
| 8º         | Roberto Carlos Ingino       | $7,900     |
| 9º         | Lucas Fabian Cortijo        | $6,510     |

### LAPTCidade do Mexico
- Casino: Royal Yak Hipódromo de las Américas, Cidade do México, Mexico
- Buy-in: MX$25,000 (~$1.316)
- Data: 14 de agosto de 2024 (quarta-feira) a 21 de agosto de 2024 (quarta-feira)
- Número de buy-ins: 632
- Premiação total: MX$12.847.100 (~$676.284)
- Número de premiados: 95
- Mão vencedora: 7♦ 6♣
- Resultado Oficial: The Hendom Mob

| Mesa final | Mesa final         | Mesa final              |
| Pos.       | Nome               | Prêmio                  |
| ---------- | ------------------ | ----------------------- |
| 1º         | Omar Sosa          | M$2,500,000 (~$133,458) |
| 2º         | Agustin Naranja    | M$1,535,800 (~$81,986)  |
| 3º         | Ian Wirth          | M$1,031,700 (~$55,075)  |
| 4º         | Everardo Magdaleno | M$810,600 (~$43,272)    |
| 5º         | Brian Lopez        | M$656,450 (~$35,043)    |
| 6º         | Alan Jimenez       | M$511,300 (~$27,295)    |
| 7º         | Juan Dirzo         | M$372,550 (~$19,888)    |
| 8º         | Andrey Popugaev    | M$254,600 (~$13,591)    |
| 9º         | Rodrigo Romero     | M$201,650 (~$10,765)    |

### BSOP/LAPTRio de Janeiro
- Hotel: Windsor Marapendi Hotel
- Buy-in: R$7,500 (~$1,325)
- Duração: 9 de outubro de 2024 (quarta-feira) a 16 de outubro de 2024 (quarta-feira)
- Número de buy-ins: 273
- Premiação total: R$1,618,300 (~$286,172)
- Número de premiados: 39
- Mão vencedora: J♦ 6♠
- Resultado Oficial: The Hendom Mob

| Mesa final | Mesa final                    | Mesa final           |
| Pos.       | Nome                          | Prêmio               |
| ---------- | ----------------------------- | -------------------- |
| 1º         | Brunno Botteon de Abulquerque | R$325,000 (~$57,472) |
| 2º         | Brent Sheirbon                | R$216,000 (~$38,197) |
| 3º         | Juan Sebastian Fonseca Chaves | R$157,750 (~$27,896) |
| 4º         | Eduardo De Matos Dantas       | R$127,350 (~$22,520) |
| 5º         | Juliana Vidal Cruz            | R$99,800 (~$17,648)  |
| 6º         | Julio Belluscio               | R$75,550 (~$13,351)  |
| 7º         | Alfredo Fornetti              | R$55,500 (~$8,814)   |
| 8º         | Birger Larsen                 | R$40,750 (~$7,206)   |
| 9º         | Rodrigo Antonio Tepale Romero | R$33,800 (~$5,977)   |

### BSOP Millions/LAPTSão PauloGRAND FINAL
- Hotel: WTC Sheraton
- Buy-in: R$7,500 (~$1,293)
- Premiação Garantida: R$1,500,000 (~$259,000)
- Data BSOP Millions: 15 de novembro de 2024 (sexta-feira) a 29 de novembro de 2024 (sexta-feira)
- Data Main Event LAPT São Paulo: 25 de novembro de 2024 (segunda-feira) a 27 de novembro de 2024 (quarta-feira)
- Número de buy-ins: 656
- Premiação total: R$3,958,810 (~$682,589)
- Número de premiados: 96
- Mão vencedora: K♥ J♠
- Resultado Oficial: The Hendom Mob

| Mesa final | Mesa final                | Mesa final            |
| Pos.       | Nome                      | Prêmio                |
| ---------- | ------------------------- | --------------------- |
| 1º         | Bernardo Tristao Soares   | R$673,000 (~$116,040) |
| 2º         | Rodolfo Hideki Tanaka     | R$550,000 (~$94,832)  |
| 3º         | Michel Antunes Pereira    | R$334,000 (~$57,589)  |
| 4º         | Pedro Padilha             | R$255,860 (~$57,589)  |
| 5º         | Renan Alves Pezzette      | R$202,250 (~$34,872)  |
| 6º         | Iago Botelho              | R$157,550 (~$27,165)  |
| 7º         | Frederico Lopes David     | R$114,800 (~$19,794)  |
| 8º         | José Grill                | R$78,450 (~$13,527)   |
| 9º         | Joao Victor Barroso Valli | R$62,150 (~$10,716)   |

### LAPTMontevideuCANCELADO
No dia 25 de setembro de 2024, foi anunciado através da conta do Instagram do LAPT (@laptoficial) que a Grande Final 2024 será realizada em conjunto com o BSOP Millions 2024 em São Paulo, Brasil entre 17 e 27 de novembro de 2024.  Com isso, a etapa que seria realizada em Montevidéu, no Uruguai, não será mais disputada.